# Comuna Lozuvatka, Șpola
Lozuvatka (în ucraineană Лозуватка) este o comună în raionul Șpola, regiunea Cerkasî, Ucraina, formată din satele Kameanuvatka și Lozuvatka (reședința).

## Demografie
Componența lingvistică a comunei Lozuvatka
     Ucraineană (97,9%)
     Rusă (1,12%)
     Alte limbi (0,07%)
Conform recensământului din 2001, majoritatea populației comunei Lozuvatka era vorbitoare de ucraineană (97,9%), existând în minoritate și vorbitori de rusă (1,12%).